# Batalla de Resaena

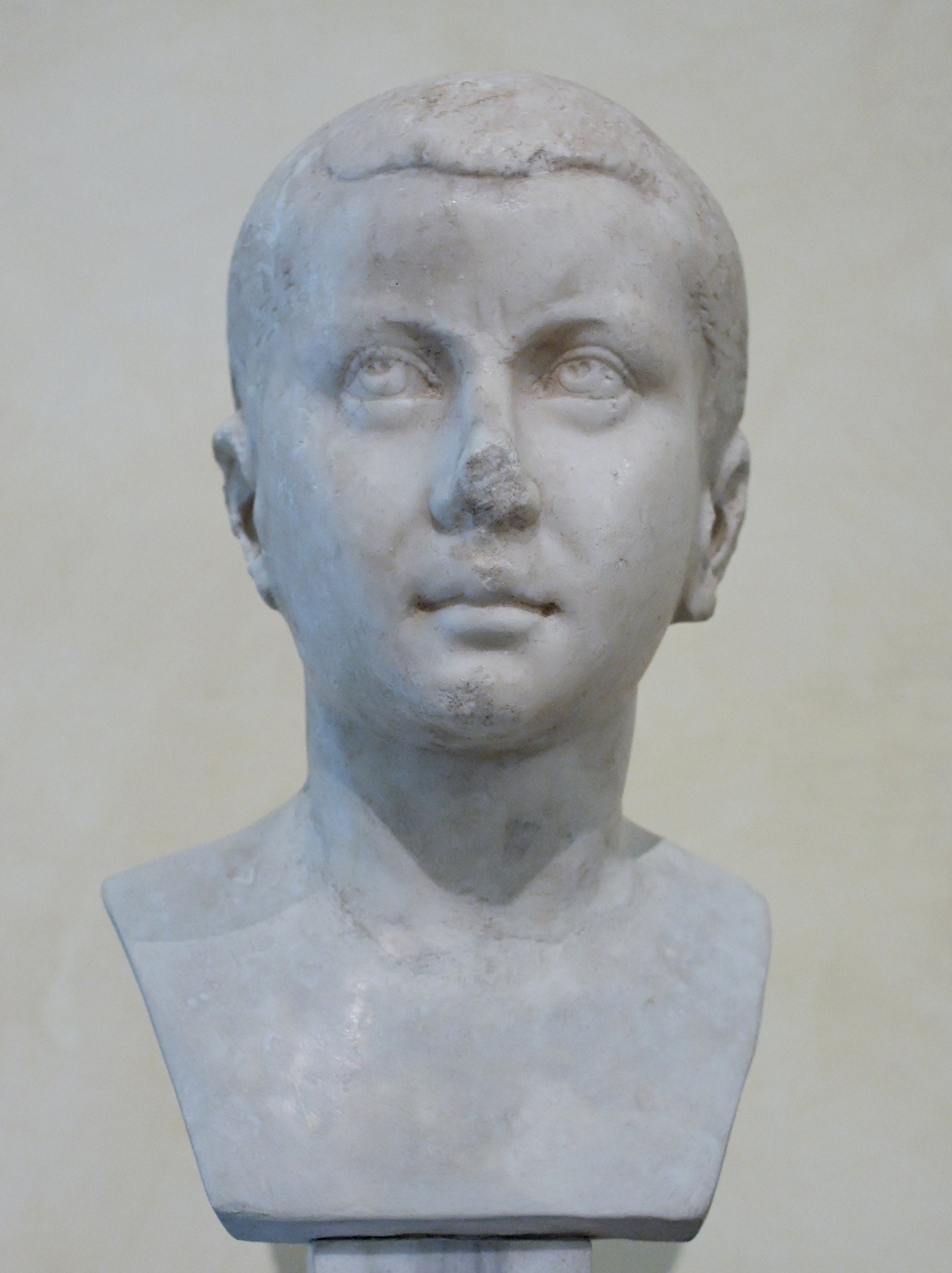
Retrato del emperador Gordiano III. Mármol de Luni, de los primeros años del reinado de Gordiano (238-244 d. C.).

La batalla de Resaena, Resena o Resaina (actual, Ceylanpınar, Turquía) fue una batalla en 243 entre las fuerzas del Imperio Romano, dirigidas por el emperador Gordiano III y el prefecto del pretorio Timesiteo, contra un ejército sasánida comandado por el rey Sapor I. Los romanos salieron victoriosos.

## Trasfondo
La batalla formó parte de la campaña del emperador Gordiano III para retomar las ciudades de Hatra, Nísibis y Carrhae. Estos territorios habían sido conquistados por Sapor y su padre, Ardacher I mientras el Imperio Romano estaba sumergido en la crisis del siglo III, una guerra civil en que varios pretendientes al trono imperial se habían enfrentado entre sí debilitando la maquinaria imperial romana.

## Consecuencias
Tras esta victoria, las legiones romanas recuperaron Nisibis y Singara y llegaron a la desembocadura del Jabur en el Éufrates. Buscando tomar Ctesifonte, el ejército de Gordiano se enfrentó otra vez a los persas en la batalla de Misiche en 244. Gordiano fue muerto en esta segunda batalla o asesinado poco después.